# إرنست يوستيس
إرنست يوستيس (بالإنجليزية: Ernest Eustice)‏ (30 نوفمبر 1904 – 30 مارس 1958) هو ملاكم جنوب أفريقي راحل، مثّل بلاده في الألعاب الأولمبية الصيفية 1924.

## روابط خارجية
إرنست يوستيس على موقع أوليمبيديا (الإنجليزية)